# Nagylak
Nagylak is een plaats (község) en gemeente in het Hongaarse comitaat Csongrád. Nagylak telt 619 inwoners (2002).
Het ligt op de linkeroever van de Mureș, direct aan de grens met Roemenië. Historisch vormt het één geheel met het Roemeense Nădlac, dat veel groter is. Nagylak is de voornaamste Hongaars-Roemeense-grensovergang.

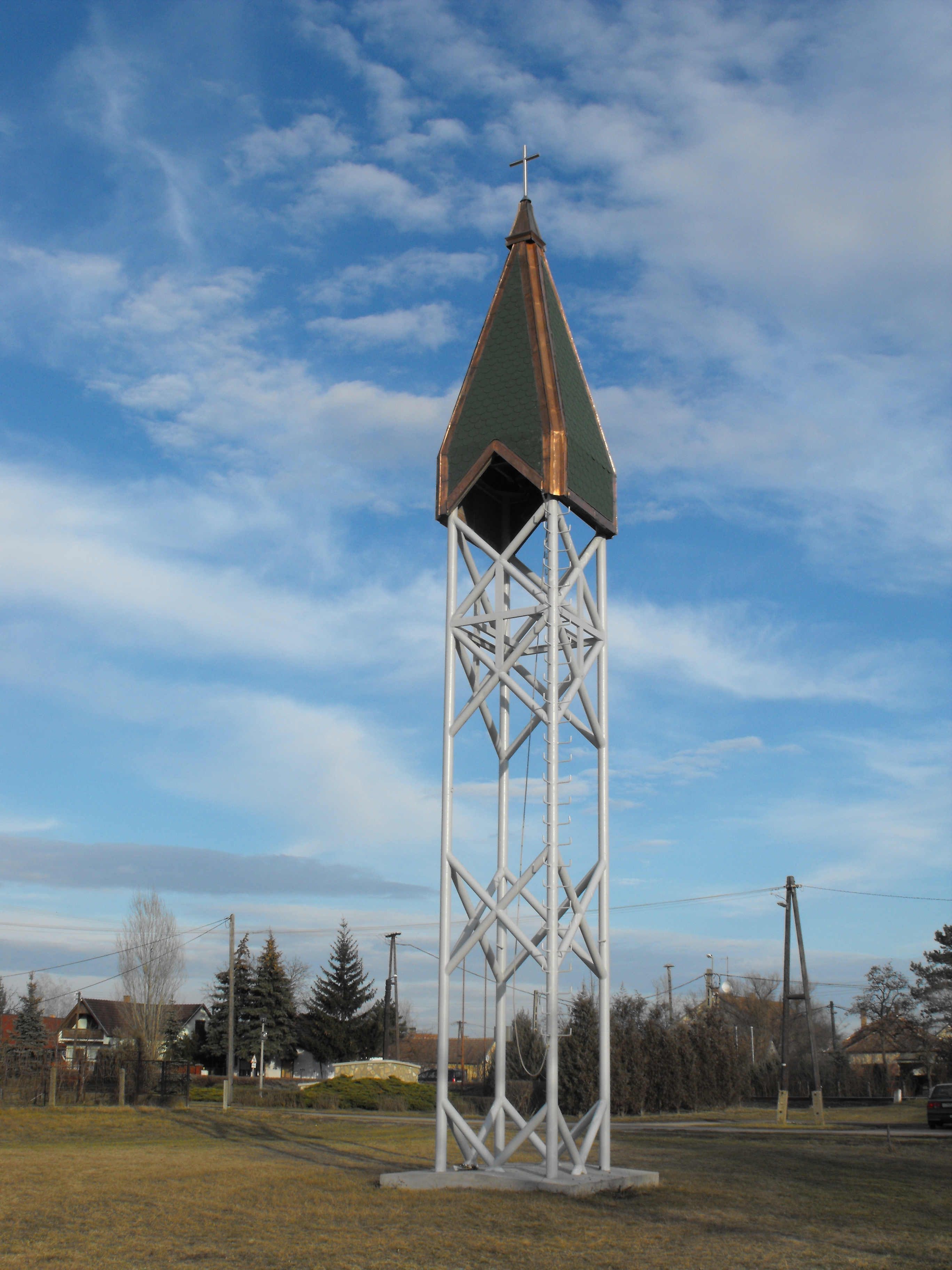
Kunst in Nagylak: Belltoren
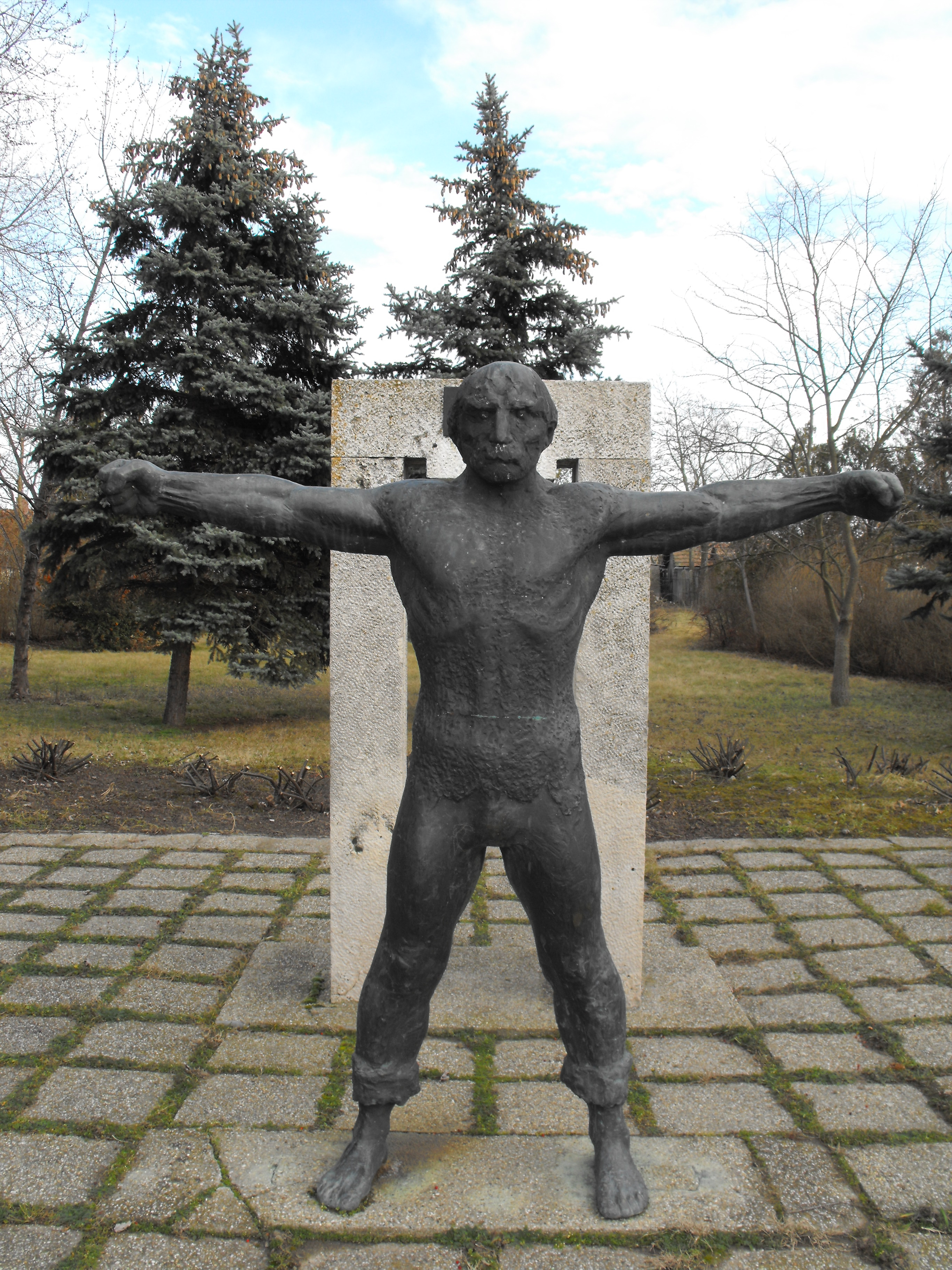
Standbeeld van György Dózsa in Nagylak